# Trigaches
Trigaches est une ancienne paroisse civile portugaise (en portugais : freguesia) de la municipalité de Beja dans le district du même nom en Alentejo. En 2013, elle est rattachée à Trigaches e São Brissos.

## Géographie
Trigaches est située au nord-ouest de Beja, dans le Bas Alentejo.
Avant sa disparition, la paroisse de Trigaches s'étend sur une superficie de 16,62 km2.

## Histoire
Trigaches proviendrait du mot « trigo », qui signifie « blé ».
La paroisse de Trigaches est créée en 1988, par scission de la paroisse de Beringel.
La loi no 11-A/2013 du 28 janvier 2013, portant réorganisation administrative du territoire des freguesias, fusionne Trigaches avec la paroisse voisine de São Brissos pour former l’União das freguesias de Trigaches e São Brissos (dont le siège est à Trigaches).

## Démographie
Lors du recensement de 2011, Trigaches compte 464 habitants.